# Rezervația peisagistică Cazimir–Milești
Rezervația peisagistică Cazimir–Milești este o arie protejată, situată între satele Milești, Bălănești și Găureni, raionul Nisporeni, Republica Moldova (ocolul silvic Păruceni, Cazimir – Milești, parcelele 3-7). Are o suprafață de 500 ha. Obiectul este administrat de Întreprinderea silvică Nisporeni.

## Caracteristici geografice

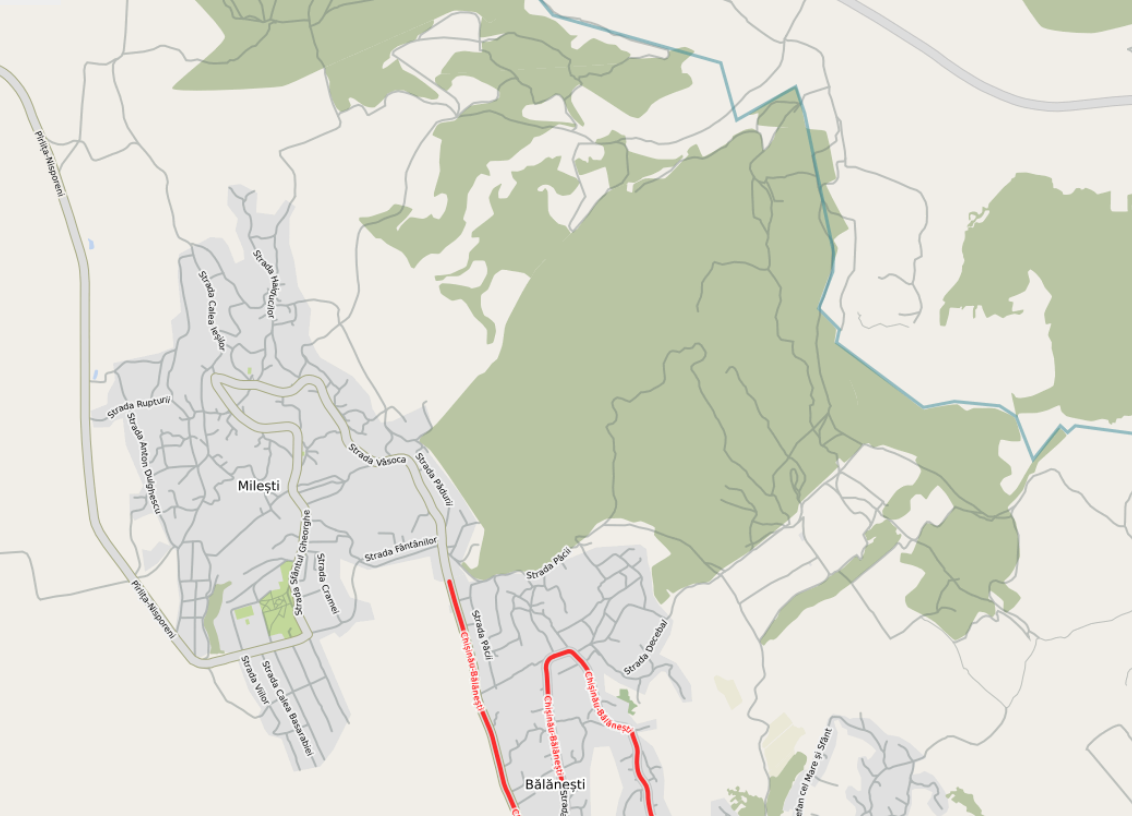
Amplasarea ariei protejate, la est de satul Milești. „Apendicele” din partea de dreapta-jos este și el parte a rezervației.

Rezervația este amplasată la nord-est de satul Milești din raionul Nisporeni. Altitudinea variază între 280 și 400 de metri. Versanții au o expoziție nordică și nord-estică, uneori nord-vestică și sud-vestică. Teritoriul este învecinat cu dealul Bălănești. Solul este brun și cenușiu de pădure.

## Clasificare
Aria a fost încadrată în etajul deluros de cvercete cu gorun și șleauri de deal (FD2) cu trei tipuri de stațiune:
- deluros de cvercete cu gorunete, goruneto-șleauri, goruneto-stejăreto-șleauri, pe platouri și versanți, slab moderat înclinați, cu soluri cenușii, bonitate mijlocie și superioară;
- deluros de cvercete cu făgete de limită inferioară, cu amestecuri de șleau cu fag, pe versanți umbriți, cenușiu, brun, edafic mijlociu, productivitate mijlocie;
- deluros de cvercete cu vegetație de mlaștină, stuf, papură, pe depresiune de bază de versanți, cu soluri gleice, productivitate mijlocie (inferioară).

Au fost identificate cinci tipuri de pădure, toate având o productivitate mijlocie:
- făgete de deal cu floră de mull;
- șleau de deal cu gorun și fag;
- șleau de deal cu gorun;
- șleau de deal cu gorun și stejar;
- zăvoi de salcie din luncile apelor inferioare.

## Diversitate floristică
Aria naturală „Cazimir–Milești” reprezintă o pădure cu arboreturi cuprinse în mare parte din fag (Fagus sylvatica), gorun (Quercus petraea) și stejar pedunculat (Quercus robur). Este atribuită la categoria „ecosisteme forestiere de gorun, stejar și fag din Centrul Moldovei”.
Cea mai mare parte a teritoriului rezervației este acoperit de pădure. În total, au fost identificate 169 de specii de plante vasculare, dintre care 26 de specii de arbori, 14 specii de arbuști și 129 de specii de plante ierboase.

### Arbori
Lista completă de specii de arbori identificate la Cazimir–Milești este redată în cele ce urmează:
- Acer campestre
- Acer platanoides
- Acer pseudoplatanus
- Carpinus betulus
- Cerasus avium
- Fagus sylvatica
- Fraxinus excelsior
- Malus sylvestris
- Morus alba
- Phellodendron amurense
- Populus canescens
- Populus tremula
- Pyrus pyraster
- Quercus petraea
- Quercus robur
- Quercus rubra
- Robinia pseudacacia
- Salix alba
- Salix caprea
- Sorbus torminalis
- Tilia cordata
- Tilia platyphyllos
- Tilia tomentosa
- Ulmus carpinifolia
- Ulmus glabra
- Ulmus laevis

După criteriul provenienței, în rezervația Cazimir–Milești au fost evidențiate patru categorii de arboreturi: natural fundamentale, parțial derivate, total derivate și artificiale. Productivitatea lor variază între superioară, mijlocie și inferioară.

#### Arboreturi natural fundamentale
Arboreturile din categoria celor natural fundamentale au fost consemnate în 5 subparcele, pe o suprafață însumând 104,6 ha, adică 28% din suprafața totală a rezervației.
Arboreturile natural fundamentale de fag s-au format pe o suprafață de 17,5 ha în subparcelele 3C și 3I, pe versanți cu expoziție estică și nord-estică, la altitudinea de 310-360 m. Sunt arboreturi pure de fag, cu vârstă care în 2007 era aproximată la 120 de ani. Productivitatea este mijlocie. Predomină fagul (Fagus sylvatica), iar speciile însoțitoare sunt carpenul (Carpinus betulus), cireșul (Cerasus avium), paltinul de munte (Acer pseudoplatanus), paltinul de câmp (Acer platanoides) și frasinul (Fraxinus excelsior).
Un arboret natural fundamental mixt de gorun (Quercus petraea) s-a păstrat la o altitudine puțin mai mică pe o suprafață de 16,7 ha în subparcela 4E, pe un versant cu expoziție nord-vestică. La altitudinea de 280-330 m, pe o suprafață de 69,7 ha (subparcela 4B), un versant cu expoziție nord-vestică găzduiește un arboret de gorun amestecat cu stejar pedunculat. De asemenea, o suprafață de 0,7 ha (subparcela 4N) este populată de un arboret de salcie (Salix alba).

#### Arboreturi parțial derivate

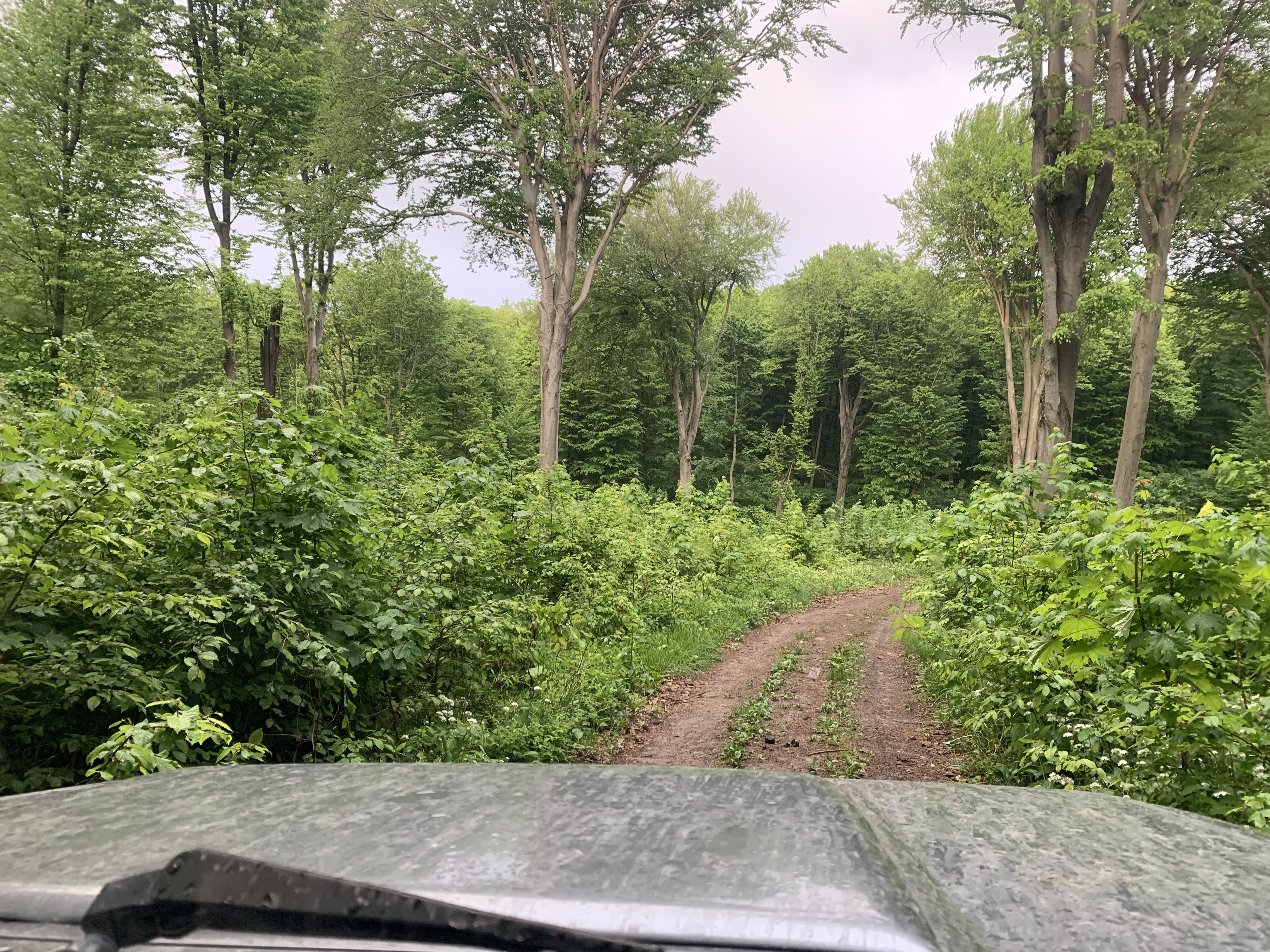
În preajma dealului Bălănești

Arboreturile clasificate ca parțial derivate populează 18 subparcele, pe o suprafață de 274 ha, adică 55,2% din suprafața totală.
Arboreturile parțial derivate de fag se află în 7 subparcele (6F, 7B, 5B, 5J, 6C, 6A, 3G), pe o suprafață de 141,6 ha și la altitudini de 315-390 m. Înălțimea fagilor constituie 23-24 m, iar diametrul tulpinii 50-54 cm. În 2007, vârsta era estimată a fi 110 ani. Se atestă o participare mare a carpenului (Carpinus betulus) și una neînsemnată a gorunului (Quercus petraea), frasinului (Fraxinus excelsior), cireșului (Cerasus avium) și paltinului de câmp (Acer platanoides). Se întâlnesc exemplare solitare de sorb (Sorbus torminalis) și păr (Pyrus pyraster).
Arboreturile parțial derivate de carpen sunt amplasate în 7 subparcele (5E, 5Q, 5C, 3D, 3A, 5O, 6D), pe o suprafață de 88 ha și la altitudini de 290-370 m, pe versanți cu expoziție nord-estică, nord-vestică și sud-estică. Înălțimea carpenilor constituie 18-22 m, iar în 2007 aveau aproximativ 80 de ani. În aceste arboreturi, carpenul propriu-zis are o participare de 50-80%, printre speciile însoțitoare numărându-se frasinul (Fraxinus excelsior), teiul (Tilia tomentosa), cireșul (Cerasus avium), paltinul de câmp (Acer platanoides), jugastrul (Acer campestre) și fagul (Fagus sylvatica).
Arboreturile parțial derivate de gorun au fost identificate în două subparcele (7A, 4F), însumând o suprafață de 33,3 ha. Populează versanți cu expoziție nord-estică și vestică la altitudini de 310-350 m. Gorunii au înălțimea de 20-22 m și diametrul tulpinii de 20-40 cm. Participarea lor constituie doar 10-20%, în timp ce carpenul are o participare de 40-50%. Alte specii însoțitoare, cu participare neglijabilă, sunt frasinul, teiul și paltinul de câmp.
În subparcela 4A (suprafața 6 ha, expoziție nord-vestică, altitudinea 290-320 m) crește un arboret parțial derivat de stejar pedunculat, iar în subparcela 4H (suprafața 7,2 ha, expoziție nordică, altitudinea 340 m) se află un arboret parțial derivat de frasin. Vârsta lor (estimată în 2007) variază între 80 de ani la frasini și 110 ani la stejari.

#### Arboreturi total derivate
Arboreturile total derivate de carpen sunt atestate în subparcelele 5A, 5E și 7E, pe o suprafață de 13,6 ha la altitudini cuprinse între 340 și 400 de metri. Participarea carpenului constituie 80-90%. Productivitatea acestor arboreturi este mijlocie.

#### Arboreturi artificiale
În rezervația Cazimir–Milești, arboreturi artificiale au fost plantate în 30 de subparcele cu o suprafață totală de 84,6 ha. Cuprind arboreturi pure de stejar pedunculat, stejar roșu, frasin, pin sau salcâm, precum și arboreturi mixte din trei sau mai multe specii de arbori.
Arboreturile artificiale de stejar pedunculat reprezintă o parte semnificativă a plantațiilor artificiale. Arboreturi pure au fost înființate între sf. anilor 1970 și înc. anilor 2000 în 5 subparcele (4O, 7F, 3E, 5L, 5I) cu o suprafață totală de 12 ha, pe versanți cu expoziție nord-estică, nord-vestică și vestică la altitudini variind între 280 și de 395 de metri. De asemenea, sunt documentate (valorile dimensiunilor corespund anului 2007):
- arboreturi mixte de stejar cu frasin și carpen – subparcelele 6E, 5M și 4K; 15,8 ha; altitudine 300-360 m; expoziție nordică și nord-vestică; plantare aprox. 1980; înălțime 10-11 m; diametrul tulpinii 10-14 cm
- arboret mixt de stejar în amestec cu gorun – subparcela 5D; 2,7 ha; altitudine 370 m; expoziție nordică; plantare aprox. 2000; înălțime 1 m; diametrul tulpinii 1 cm
- arboreturi mixte de stejar cu carpen – subparcelele 5F și 4J; 5,9 ha; altitudine 310-345 m; expoziție nord-estică și nord-vestică; plantare aprox. 1980; înălțime 10-11 m; diametrul tulpinii 12 cm
- arboreturi mixte de stejar cu paltin – subparcelele 5P și 7H; 3,5 ha; altitudine 365-370 m; expoziție vestică și nord-estică; plantare aprox. 1980, 2000; înălțime 10 m respectiv 1 m; diametrul tulpinii 12 cm respectiv 2 cm
- arboret mixt de stejar pedunculat cu stejar roșu – subparcela 7D; 0,7 ha; altitudine 400 m; plantare aprox. 2000; înălțime 1 m; diametrul tulpinii 2 cm
- arboret mixt de stejar pedunculat cu salcâm – subparcela 5R; 0,3 ha; altitudine 360 m; expoziție estică; plantare aprox. 2000; înălțime 1 m
- arboret mixt de stejar cu arțar – subparcela 4I; 3 ha; altitudine 325 m; plantare aprox. 1980; înălțime 10 m; diametrul tulpinii 12 cm

Arboreturile artificiale de frasin sunt consemnate în subparcelele 4D și 4Q, pe o suprafață de 2,2 ha. Sunt arboreturi pure de productivitate inferioară. În 2007, acești frasini aveau o vârstă de aprox. 40 de ani, înălțime de 14 m și diametrul tulpinii de 16-18 m.
Arboreturile artificiale de pin au fost plantate către sf. anilor 1980 în subparcelele 7G (productivitate superioară – singurul arboret de acest fel din rezervație), 7C (productivitate mijlocie) și 3F (productivitate inferioară), suprafața totală însumând 6,4 ha. Sunt amplasate pe versanți cu expoziție nord-vestică și vestică la altitudinea de 350-370 m.
Arboreturile artificiale de salcâm se află în trei subparcele (4C, 4P, 5S) cu o suprafață totală de 4,2 ha. Sunt de o productivitate inferioară și au înlocuit populații de gorun și fag.
Arboreturile artificiale de arbore-de-plută (Phellodendron amurense) au fost sădite pe vârful unui versant cu expoziție vestică, pe o suprafață de 0,8 ha (subparcelele 5H, 5N). În prezent, sunt degradate.

### Arbuști
Stratul de arbuști este slab dezvoltat, datorită consistenței ridicate a arboretului. Arbuștii de întâlnesc cu precădere la liziera pădurii și în luminișuri. Speciile dominante sunt cornul (Cornus mas), sângerul (Swida sanguinea), dârmozul (Viburnum lantana), lemnul-râios (Euonymus verrucosa), salba-moale (Euonymus europaea) și păducelul (Crataegus monogyna). Sunt semnalate desișuri de soc (Sambucus nigra). Lista completă a speciilor de arbuști este redată în cele ce urmează:
- Cornus mas
- Corylus avellana
- Crataegus curvisepala
- Crataegus monogyna
- Euonymus europaea
- Euonymus verrucosa
- Rosa canina
- Rubus caesius
- Rubus idaeus
- Sambucus nigra
- Sorbus aucuparia
- Staphylea pinnata
- Swida sanguinea
- Viburnum lantana

### Ierburi
Stratul de ierburi este alcătuit din 129 de specii:
- Actaea spicata
- Adoxa moschatellina
- Aegopodium podagraria
- Agrimonia eupatoria
- Ajuga genevensis
- Ajuga reptans
- Alliaria petiolata
- Allium ursinum
- Anemonoides ranunculoides
- Anthriscus sylvestris
- Arctium lappa
- Arctium tomentosum
- Arum orientale
- Asarum europaeum
- Astragalus glycyphyllos
- Ballota nigra
- Brachypodium pinnatum
- Brachypodium sylvaticum
- Bromopsis benekenii
- Calystegia sepium
- Campanula bononiensis
- Campanula trachelium
- Cardamine impatiens
- Carex brevicollis
- Carex contigua
- Carex divulsa
- Carex pendula
- Carex pilosa
- Cephalanthera damasonium
- Cephalanthera longifolia
- Chaerophyllum temulum
- Chelidonium majus
- Circea lutetiana
- Clematis vitalba
- Convallaria majalis
- Corydalis cava
- Corydalis marschalliana
- Corydalis solida
- Dactylis glomerata
- Dentaria bulbifera
- Dentaria glandulosa
- Dryopteris filix-mas
- Epipactis heleborine
- Erigeron canadensis
- Euphorbia amygdaloides
- Fallopia convolvulus
- Ficaria verna
- Fragaria vesca
- Gagea lutea
- Gagea minima
- Gagea pusilla
- Galeobdolon luteum
- Galium aparine
- Galium molugo
- Galium odoratum
- Geranium phaeum
- Geranium robertianum
- Geum urbanum
- Glechoma hirsuta
- Glyceria nemoralis
- Hedera helix
- Hieracium pilosella
- Hieracium umbelatum
- Hordelymus europaeum
- Hypericum hirsutum
- Hypericum perforatum
- Isopyrum thalictroides
- Lamium purpureum
- Lapsana communis
- Lathyrus niger
- Lathraea squmaria
- Leontodon hispidus
- Leonurus cardiaca
- Liilum martagon
- Lithospermum officinale
- Luzula campestris
- Lysimachia nummularia
- Melica uniflora
- Mercurialis ovata
- Mercurialis perennis
- Mycelis muralis
- Millium effusum
- Neottia nidus-avis
- Parietaria officinalis
- Physalis alkekengi
- Plantago lanceolata
- Plantago major
- Plantago media
- Platanthera bifolia
- Poa angustifolia
- Poa annua
- Poa nemoralis
- Poa pratensis
- Polygonatum latifolium
- Polygonatum multiflorum
- Polygonum mite
- Potentilla argentea
- Prunella vulgaris
- Pulmonaria obscura
- Ranunculus acer
- Ranunculus auricomus
- Ranunculus meyerianus
- Rumex acetosella
- Rumex sanguineus
- Rumex sylvestris
- Salvia nutans
- Sambucus ebulus
- Sanicula europaea
- Scilla bifolia
- Scopolia carniolica
- Scrophularia nodosa
- Scutellaria altissima
- Silene nutans
- Stachis sylvatica
- Stellaria holostea
- Stellaria media
- Taraxacum officinale
- Thymus marschallianus
- Trifolium campestre
- Trifolium repens
- Tusilago farfara
- Urtica dioica
- Verbascum austriacum
- Veronica chamedrys
- Veronica hederifolia
- Vicia sylvatica
- Viola hirta
- Viola mirabilis
- Viola reichenbachiana

Gradul de acoperire cu ierburi variază în funcție de perioada de vegetație și categoria de arboreturi. Primăvara devreme (până la apariția frunzelor pe copaci) înfloresc vioreaua (Scilla bifolia), brebenelul (Corydalis solida) și grâușorul (Ficaria verna); puțin mai târziu înfloresc dentița (Dentaria bulbifera), leurda (Allium ursinum) și lăcrămioara (Convallaria majalis). În arboreturile în care este răspândită leurda, gradul de acoperire cu ierburi variază între 90-100% în perioada de vegetație a acesteia și 10-20% după retragerea ei.

### Specii rare
Rezervația găzduiește 18 specii de plante rare:
- călin (Viburnum opulus)
- căpșuniță (Cephalanthera damasonium)
- clocotiș (Staphylea pinnata)
- colțișor (Dentaria glandulosa)
- crin-de-pădure (Lilum martagon)
- cuibul-pământului (Neottia nidus-avis)
- curpăn (Clematis vitalba)
- dumbrăviță (Epipactis heleborine)
- ferigă (Dryopteris filix mas)
- iarba-vrăjitoarei (Circea lutetiana)
- iarbă-de-junghi (Cephalanthera longifolia)
- mutulică (Scopolia carniolica)
- orbalț (Actaea spicata)
- rodul-pământului (Arum orientale)
- rogoz (Carex pendula)
- sorb (Sorbus torminalis)
- sparanghel (Asparagus tenuifolius)
- vioreaua-nopții (Platanthera bifolia)

## Statut de protecție

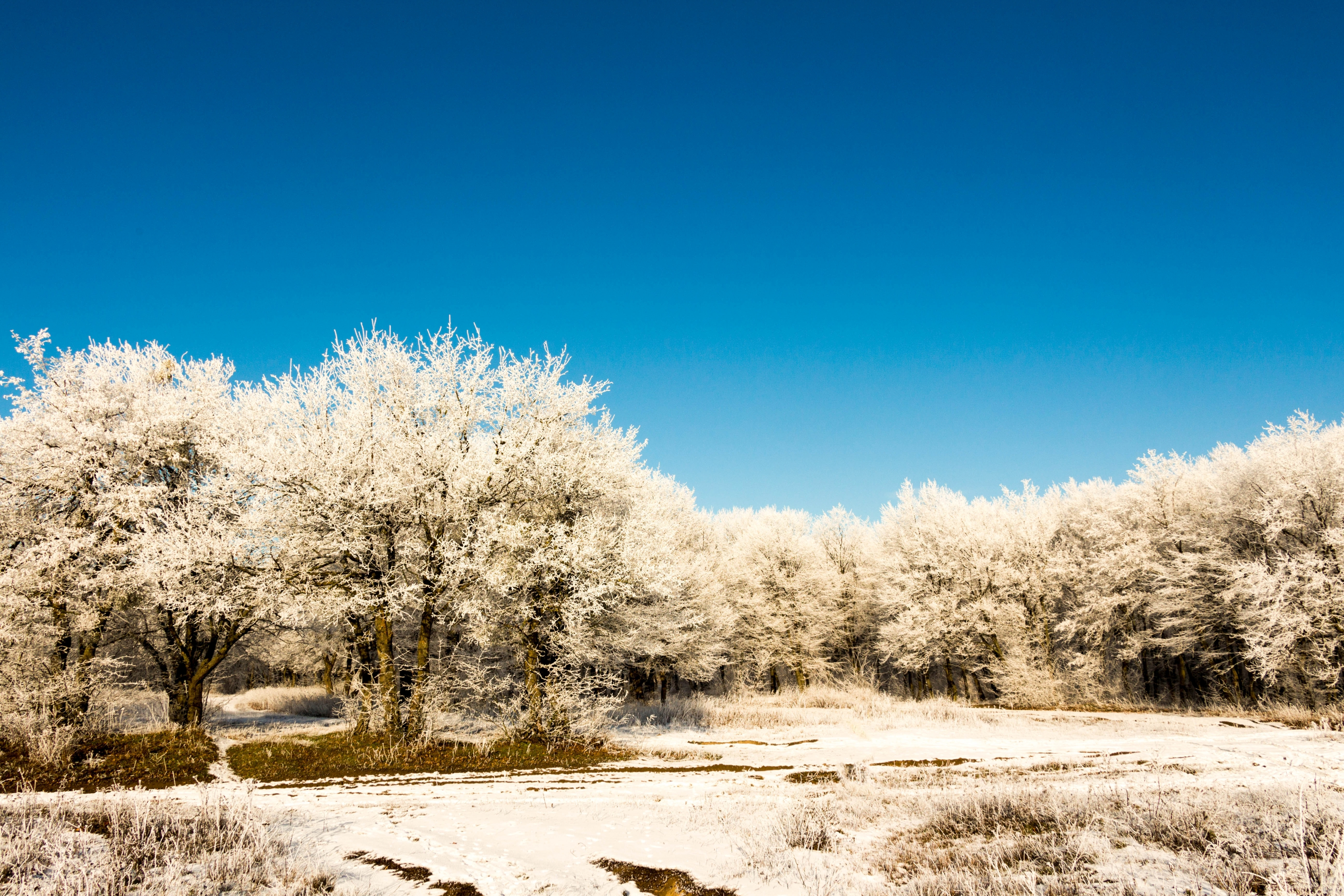
Peisaj de iarnă

Aria protejată Cazimir–Milești este o suprafață reprezentativă de pădure de fag, gorun și stejar pedunculat, caracteristică pentru pădurile din nord-vestul Codrilor. Are o valoare mare datorită compoziției floristice și peisagistice.
Suprafața de pădure a fost luată sub protecția statului prin Hotărîrea Sovietului de Miniștri al RSSM din 8 ianuarie 1975 nr. 5, fiind declarată arie protejată de păduri valoroase. Statutul de protecție a fost reconfirmat prin Legea nr. 1538 din 25 februarie 1998 privind fondul ariilor naturale protejate de stat, în anexele căreia pădurea este atribuită la categoria „Rezervații peisagistice”.
Gestionarea defectuoasă a ariei protejate a dus la apariția arboreturilor derivate în 18 subparcele, pe un teritoriu de 274 ha. În 30 de subparcele (84,6 ha) au fost plantate arboreturi care, în cea mai mare parte, nu corespund condițiilor stațiunii. De asemenea, au fost introduse specii alohtone (pin, salcâm, arbore-de-plută), care prezintă un randament mai mic decât speciile autohtone. Puietul care apare ca urmare a anilor cu fructificare abundentă (gorun, fag etc.) nu este îngrijit, în multe locuri fiind înăbușit de ierburi și arbuști. La marginea vestică a pădurii (dinspre satul Milești) se practică frecvent pășunatul vitelor, care intră chiar pe teritoriul rezervației. În această parte a ariei protejate se atestă poluarea biologică.
În 2006 au început lucrări de reconstrucție a arboreturilor degradate de fag. Pentru ameliorarea situației ecologice, se recomandă organizarea unor zone de agrement în locuri special amenajate, ca să fie minimizată valorificarea ecosistemelor protejate ca mediu de recreere, cât și interzicerea accesului animalelor domestice în aria protejată. Întru optimizarea conservării diversității vegetale, unii specialiști de la Grădina Botanică (Institut) a Academiei de Științe a Moldovei propuneau, în 2007, soluționarea, în cadrul lucrărilor de reconstrucție ecologică, a corespondenței arboretelor la condițiile stațiunii.